# Остяк Віталій Юрійович
Віта́лій Ю́рійович Остяк (1976—2014) — солдат Збройних сил України, учасник російсько-української війни.

## Життєпис
Віталій Остяк народився 4 жовтня 1976 року в Чишках Пустомитівського району Львівської області.
Навчався в Чишківській середній школі, після переїзду в новий будинок, далі навчався в СШ № 29 м. Винники.
Строкову службу проходив у Луцьку у військах Національної гвардії України.
У 1999 році одружився, у 2001 — народився син. Сім'я проживала у Львові.
Брав участь у Помаранчевій революції, а також у Революції Гідності.
З червня 2014 року перебував на Яворівському полігоні, 14 липня відправлений у Миколаїв, а звідти — на передову.
У часі війни — стрілець, 79-та окрема аеромобільна бригада.
Терористи атакували колону забезпечення в селі Дібрівка Шахтарського району — неподалік від Дякового. У часі бою Остяк зазнав смертельних поранень та загинув.
Вдома лишилися батьки Юрій і Любов Остяки, дружина Марія Ігорівна та син Данило-Денис.
Відбулося прощання у Винниках; похований у Чишках 8 серпня 2014 року.

## Нагороди
29 вересня 2014 року — за особисту мужність і героїзм, виявлені у захисті державного суверенітету та територіальної цілісності України, вірність військовій присязі під час російсько-української війни, відзначений — нагороджений орденом «За мужність» III ступеня (посмертно).